# ヴィル・フンブルク
- ウィル・ハンバーグ
- ウィル・ハンブルク

ヴィル・フンブルク（Will Humburg, 1957年3月16日 - ）は、ドイツの指揮者。
ハンブルクの生まれ。ハンブルク音楽演劇大学で指揮法とピアノを専攻し、ホルスト・シュタイン、ヴィルヘルム・ブリュックナー＝リュッゲベルクとクリストフ・フォン・ドホナーニの各氏から薫陶を受けた。1979年に大学を卒業後は、ブレーメンとハーゲンの各都市の歌劇場の楽長を務める。1988年からピエモンテのラボラトリオ・リリコ音楽祭の芸術監督となり、ピーター・マックスウェル・デイヴィスの《聖マグヌスの殉教》やヴォルフガング・リームの《ヤコブ・レンツ》といった新作オペラの上演を手掛けた。1992年から2004年までミュンスターの歌劇場の音楽監督を歴任。